# Hàng không năm 1974
Đây là danh sách các sự kiện hàng không nổi bật xảy ra trong năm 1974:

## Chuyến bay đầu tiên
Tháng 1
- 9 tháng 1 - WSK-Mielec M-15 SP-1974
- 20 tháng 1 - General Dynamics YF-16 72-01567

Tháng 2
- 21 tháng 2 - HTM Skyrider D-HHTF

Tháng 6
- 9 tháng 6 - Northrop YF-17 72-01569
- 24 tháng 6 - Aerospatiale AS 350 Ecureuil F-WVKH

Tháng 8
- 14 tháng 8 - Panavia MRCA (sau là Tornado) D-9591
- 21 tháng 8 - Hawker-Siddeley Hawk XX154
- 22 tháng 8 - Shorts 360 G-BSBH

Tháng 9
- 11 tháng 9 - Bell 206L LongRanger N206L
- 25 tháng 9 - Northrop F-5F Tiger II 73-0889

Tháng 10
- 17 tháng 10 - Sikorsky YUH-60 73-21650
- 28 tháng 10 - Dassault Super Étendard
- 31 tháng 10 - IAR-93 RO-001 / J-22 Orao 25001

Tháng 11
- 8 tháng 11 - IA 58 Pucará
- 29 tháng 11 - Boeing Vertol YUH-61 73-21656

Tháng 12
- 23 tháng 12 - B-1 Lancer 74-0158

## Bắt đầu hoạt động
- Sukhoi Su-24 'Fencer' trong VVS

Tháng 2
- 20 tháng 2 - S-3 Viking trong phi đội VS-41, NAS North Island

Tháng 5
- 23 tháng 5 - Airbus A300 trong Air France

Tháng 9
- 17 tháng 9 - F-14 Tomcat trong phi đội VF-1 và VF-2 trên tàu sân bay USS Enterprise

Tháng 11
- 14 tháng 11 - F-15 Eagle trong Phi đội huấn luyện tiêm kích chiến thuật 555 tại Căn cứ không quân Luke